# Antalkidas
Antalkidas (grekiska Ανταλκίδας, latin Antalcidas) var en lakedaimonier som var en av det forna Greklands främsta diplomater. År 392 f.Kr. sändes han till Asien för att bringa atenarnas politik i misskredit och beröva dem det ekonomiska stöd som de fick av Perserriket för att fullfölja det krig (det så kallade "korintiska kriget") som de tillsammans med flera andra grekiska stater sedan 395 f.Kr. förde mot Sparta. Utan svårighet vann Antalkidas över Tiribazos, den persiske ståthållaren i Mindre Asien, på sin sida, men vid storkonungen Artaxerxes II:s hov, där man hade den spartanske kungen Agesilaos II:s härjningståg i Asien i friskt minne, var stämningen föga gynnsam för spartanerna.
Efter hand, då spartanerna under krigets fortgång vunnit nya fördelar och atenarna varit oförsiktga nog att stödja Euagoras, Cyperns härskare, i hans krig mot Artaxerxes, inträdde dock en förändring. De av Antalkidas förespeglade fördelarna (prisgivandet av de grekiska städerna i Asien och de grekiska statsförbundens upplösning) var även alltför påtagliga, och med tiden lovade storkonungen att stödja lakedaimonierna, på villkor att atenarna och deras bundsförvanter inte antog de fredsvillkor som man beslutat att framlägga. Greklands stater var redan utmattade av de långvariga krigen, och så slöts först i Sardes och därefter på en kongress i Sparta 386 f.Kr. den ryktbara så kallade Antalkidiska freden, även kallad "konungsfreden". Genom denna i storkonungens namn dikterade fred avträddes alla grekiska städer i Asien tillika med ön Cypern till perserna; alla andra grekiska stater med undantag av öarna Lemnos, Imbros och Skyros, som Aten fick behålla, förklarades självständiga. Garantin för denna sakernas ställning övertogs av storkonungen, som åt lakedaimonierna överlämnade dess närmare genomförande.
Sålunda hade persiskt inflytande och persiskt guld fått bestämma Greklands politik. Dess kraft var bruten genom den splittring som inträffade när alla de grekiska staterna i enlighet med fredsvillkoren blev inbördes självständiga. Endast Sparta hade vunnit en tryggad övervikt och den fördelen att under persiskt skydd utöva ett slags överhöghet inom det till namnet fria Grekland.